# 中居正広の7番勝負!超一流アスリートVS芸能人どっちが勝つの?SP
『中居正広の○番勝負!』（なかいまさひろの○ばんしょうぶ!）は、日本テレビ系列で2008年から2022年まで放送されていたスポーツバラエティ特別番組である。中居正広の冠番組。

## 概要
中居正広とスポーツ自慢の体育会系芸能人が、超一流のアスリートと真剣勝負を繰り広げる。実力差を補うためにそれぞれの競技にはあらかじめハンデキャップや特別ルール（芸能人チームは得点が5倍など）が設定されている。
第3回まではスタジオ収録があり、スタジオのゲストはVTRの様子を観ながら勝敗を予想し、的中すると豪華賞品がプレゼントされていた。第4回以降はスタジオ収録は行わず、中居チームが負け越したり勝ち越せなかった場合は、番組の最後に中居が罰ゲーム（1人でジャニーズメドレーを熱唱など）を受けるルールとなった。
番組開始の2008年から2016年の第9回までは年末に放送されていたが、2017年はSMAP解散騒動の影響で放送されず、2018年以降は春の期末期首特番として放送されている。

## 出演者
- 中居正広

## 放送日時
| 回数   | 放送日時                     | 備考 |
| ------ | ---------------------------- | --- |
| 第1回  | 2008年12月28日 21:00 - 22:54 | 『7番勝負』として放送。 |
| 第2回  | 2009年12月29日 18:00 - 21:00 | 『7番勝負』として放送。 第1部は18:00 - 19:00、第2部は19:00 - 21:00。 |
| 第3回  | 2010年12月25日 21:00 - 22:54 | 『5番勝負』として放送。 |
| 特別版 | 2011年3月25日 19:00 - 20:54  | 東日本大震災の影響で、プロ野球開幕戦中継延期に伴う穴埋め番組として『究極ドリームバトル 史上空前の3大決戦!』の番組名で放送。『徳光&所の世界記録工場』と合わせた過去の傑作選でスタジオ収録はなし。 |
| 第4回  | 2011年12月21日 18:00 - 20:54 | 『7番勝負』として放送。 第1部は18:00 - 19:00、第2部は19:00 - 20:54。 当初は19:00 - 21:54での放送を予定していたが、水曜ドラマ『家政婦のミタ』の最終話直前特別番組『さよなら「家政婦のミタ」特別版』が急遽21:00 - 21:57に編成されることになったため、『news every.』を18:00までの短縮放送とした上で1時間繰り上げて放送することになった。このため、フジテレビ系列とのクロスネット局であるテレビ大分では、第1部の放送時間帯に『TOSスーパーニュース』を放送（一部時間帯はフジテレビの『FNNスーパーニュース』のネット受け）した関係で、第2部のみのネットになった。 |
| 第5回  | 2012年12月29日 19:00 - 22:54 | 『7番勝負』として放送。 第1部は19:00 - 20:40、第2部は20:43 - 22:54。 20:40 - 20:43は『ワーズハウスへようこそ』（日本テレビ以外では別のミニ番組）のため、一旦中断。 |
| 第6回  | 2013年12月28日 18:30 - 22:54 | 『8番勝負』として放送。 第1部は18:30 - 19:00、第2部は19:00 - 22:54。 |
| 第7回  | 2014年12月20日 18:30 - 21:54 | 『6番勝負』として放送。 第1部は18:30 - 19:00、第2部は19:00 - 21:54。 |
| 第8回  | 2015年12月19日 18:30 - 21:54 | 『6番勝負』として放送。 第1部は18:30 - 19:00、第2部は19:00 - 21:54。 |
| 第9回  | 2016年12月17日 19:00 - 21:54 | 『5番勝負』として放送。 |
| 第10回 | 2018年4月3日 19:56 - 22:54   | 『5番勝負』として放送。 |
| 第11回 | 2019年3月13日 19:00 - 21:54  | 『4番勝負』として放送。 |
| 第12回 | 2020年3月17日 19:00 - 21:54  | 『4番勝負』として放送。 |
| 第13回 | 2021年3月23日 21:00 - 22:54  | 『3番勝負』として放送。 |
| 第14回 | 2022年3月23日 19:56 - 22:54  | 『3番勝負』として放送。 |

## スタッフ
第14回
- 企画・監修：髙橋利之
- 構成：桝本壮志、鈴木浩介、橋本俊哉（橋本→第4回-）
- TM：佐藤勝義（第14回）
- CAM：今野智道（第13回-）
- 音声：中越興士郎（第14回）
- 編集：武井大彰（第6,8-12,14回）
- MA：近藤拓弥（第14回）
- 音効：樋口謙（第6回-）
- 美術：高津光一郎（第2 - 4,8回-）、高井美貴（第14回）
- CG（第10回-）：キャニットG
- 技術協力：NiTRo、スタジオWELT（WELT→第4回-）
- 美術協力：日テレアート
- 宣伝（第10回-）：藤井恒久（第14回）
- TK：矢島由紀子（第8,11回-）
- リサーチ：中原祐（第7,10回-）
- 協力：Mizuno（第2,6回-）、（公財）日本ソフトボール協会（第14回）
- AP：加藤万紀子（第6,8回-）
- デスク：近藤敦子（第13回-）
- ディレクター：鈴木孝志（第1,13回-、第4,6-12回は演出）、荻原実（第13回-、第1,2,4-12回は演出）、遠藤寿寛（第8,9,13回-、第10-12回は演出）、和田良樹（第10回-）、小林恭寛（第14回）、宮田椋太（第14回）、長野陽菜（第14回、第13回はAD）、伊藤大輔（第14回、第12,13回はAD）、鷹山茉鈴（第14回）、手島奈菜子（第14回）
- 総合演出：井田隆寛（第9回-、第1,4回はディレクター、第7,8回は演出）
- 制作協力：AX-ON、TANQ.inc（TAN→第11回-）、Passion（第4回-）
- プロデューサー：齋藤久美子（第12回-）、脇山浩一（第14回）／増田泰洋（増田→第1,3回がディレクター、第8回以降プロデューサー）、吉村真人（第12回-）、藤田飛鳥（第13回-）、栄永英幸（第4回-）、村田聡子（第6回-）
- チーフプロデューサー：今井田彩（第11回-）
- 製作著作：日本テレビ

### 過去のスタッフ
- 構成：塚田均（第1回）／鈴木おさむ（第1,2,4-7回）
- TM：古井戸博（第1,2回）、石塚功（第3 - 6回）、新名大作（第7 - 13回）
- TD：中濱央友（第3回）、川村雄一（第13回）
- SW：村松明（第1,2回）、村田陸彦（第3回）
- CAM：津野祐一（第1回）、渡辺滋雄（第2回）、柳澤晃司（第3,9回）、川口修（第4,10 - 13回）、森和彦（第6,7回）、松島孝法（第8回）
- 調整：佐久間治雄（第1回）、高橋卓（第2回）、柳澤圭輔（第3回）
- 音声：大島康彦（第1,2回）、大場悟（第3,10回）、植松一哉（第4,6-8,13回）、南雲長忠（第9,11,12回）
- 照明：内藤晋（第1回）、名取孝昌（第3回）
- 編集：御供孝裕（第1回）、亮木雄大（第3回）、橋本治（第2,4回）、若宮慎也（第3,7回）、針谷大吾（第4回）、西田拓実（第13回）
- VTR編集：村上浩（第1回）
- MA：山口誠（第1回）、村松勝弘（第2回）、大竹雄一（第3回）、奥田幸裕（第4回）、細川健太郎（第6回）、山田謙一（第7,12,13回）、神山幸久（第8-10回）、小嶋雄介（第11回）
- 音効：石橋裕司、杉山謙一郎（共に第1回）、今野直秀（第2-4回）、冨田昌一（第2,3回）、鈴木信行（第4回）
- 美術：田澤奈津美（第5,6回、第4回はデザインと表記）、波多野真理（第7,8回）、高井美貴（第12回）
- デザイン：高野雅裕（第1回）
- 編成：池田潔美（第6回）
- 広報→宣伝：村上淳一（第1,2回）、戸田聖一郎（第4,6,7回）、西室由香里（第8,9-11回）、森俊憲（第12,13回、第10,11回がプロデューサー）
- TK：西岡八生子（第1,2回）、大岡伸江（第3回）、石島加奈子（第4回）、長坂真由美（第7-10回）
- デスク：佐々木理恵（第1回）、佐藤美希（第3回）、小林亜也（第1,4-6回）、山﨑香（第1,3,7-11回）、矢羽々美紗子（第12回）
- リサーチ：横山晋哉（第8回）
- 技術協力
  - （第1回）：ヌーベルフォース、テーク・ワン、ジャパンテレビ（ジャパン→第3回も）
  - （第2回）：スウィッシュ・ジャパン、ヌーベルバーグ
  - （第3回）：CUE-UP
- 美術協力：琉球広報（第11,12回）
- 衣裳協力：LANVIN、SEVENTY
- 協力
  - （第1回）：東京オーヴァル京王閣、株式会社タマス、武蔵大学
  - （第2回）：成城中学校・高等学校（新宿区）
  - （第3回）：M-SPO、Best Western
  - （第7回）：大江戸温泉物語 FUTSAL DAIBA
  - （第9回）：中央大学
  - （第10,12回）：読谷村
- 企画協力：ジャニーズ事務所 (第12回まで)
- 写真（第13回）：アフロ（第13回）
- AD
  - （第1回）：郡山千春、岐部広和、善理俊哉、辻野まなみ、大関人夢、小野勇樹
  - （第2Or3回）：中島朋彦、岡宅真由美、鈴木久夫、澤海里奈、小向隆、常石剛志、角田瞬
  - （第4回）：庄野正臣、沖本繁彦、伊藤周
  - （第6回）：小村直之、本間かなみ、小林杏奈、髙野強太郎、崔灘云、成田秀彰、藁谷翔平
  - （第7回）：上本一、増永光希、高橋萌
  - （第8回）：ステビンス園和、信時一輝、大上賢治（共に第9回も）、飯塚郁弥
  - （第11回）：渡邊りさ（渡邊→第9-11回も）、山田悠介、我那覇瑞生、岡本亜美（岡本→第10,11回も）
  - （第12回）：森野宏紀（森野→第11回も）、細田愛美
  - （第13回）：佐々木亮（第12回も、第11回はディレクター）
- AP：佐々木雅子（第1回）、高橋和則（第3回）、山本亜希子（第4回）、安原繭子（第4,6回）、垣内彬江（第6回）、石川絵里（第7回）、竹内ふみ（第7-9回）、檜山黄菜（第10,11回）、増田沙織（第12回）
- ディレクター
  - （第1回）：福島伸次郎（第6-8回も）、広江孝吉（第2回も）、山口徳郎、浜村敏郎、鈴木博久、酒井正義、橋本隆司、水田貴久、矢嶋哲也、西山健太郎、輿石孝宏（輿石→第3,11 - 13回も）
  - （第2回）：真木健一郎、眞中博司、小林圭子
  - （第3回）：高浦千明、松岡祐樹
  - （第4回）：熊井将仁、加藤一真、久保芳夫（久保→第7回も）、佐藤真吾（第9 - 13回も）
  - （第6回）：河野一之、柳沢英俊、石川亮（石川→第4回はAD）、髙橋岳治、菊地香織（菊地→第7-9回も）
  - （第7回）：井上雄太（第9回も）
  - （第10回）：久本瞳、安部尚人（安部→第11 - 13回も）
  - （第11回）：桝舘俊（桝舘→第10,11回、第8,9回AD）、青山啓（第12,13回も、第7,10回はAD）
  - （第12回）：新井聡史
  - （第13回）：藤本彰
- 演出：牛込剛（第1回）、田口マサキ（第2回）、吉無田剛（第3回）
- 総合演出：津郷大吾（第9回まで）
- プロデューサー：伊東修（第1-3回）、萬屋智成（第1,4,6,7回）、渡瀬慶吾（第4,5回）、西川宏一（第6,7回）、佐々木聡史（第8,9回）／林田竜一（第1回）、海野健史（第6回）、石井博（石井は第1,4回がディレクター、第3回が演出、第6-11回）、五十嵐貢、日向野明（共に第12回まで）
- チーフクリエイター：安澤一成（第4回）
- チーフプロデューサー：今村司（第1回）、実成俊也（第2回）、長尾泰希（第3回）、大山昌作（第4,5回）、松原正典（第6-9回）、木戸弘士（第10回）
- 制作協力：ロール・ワン（第1回）、オフィスて・ら（第6回）、myplan（第10回まで）、ショータイム（第12回まで）